# Nicágoras (retórico)
Nicágoras (em latim: Nicagoras) foi um ateniense do século III, pai de Minuciano e avô de Nicágoras. Ele atuou como professor de retórica em Atenas durante o reinado do imperador Filipe, o Árabe (r. 244–249).